# Challenger de Kioto

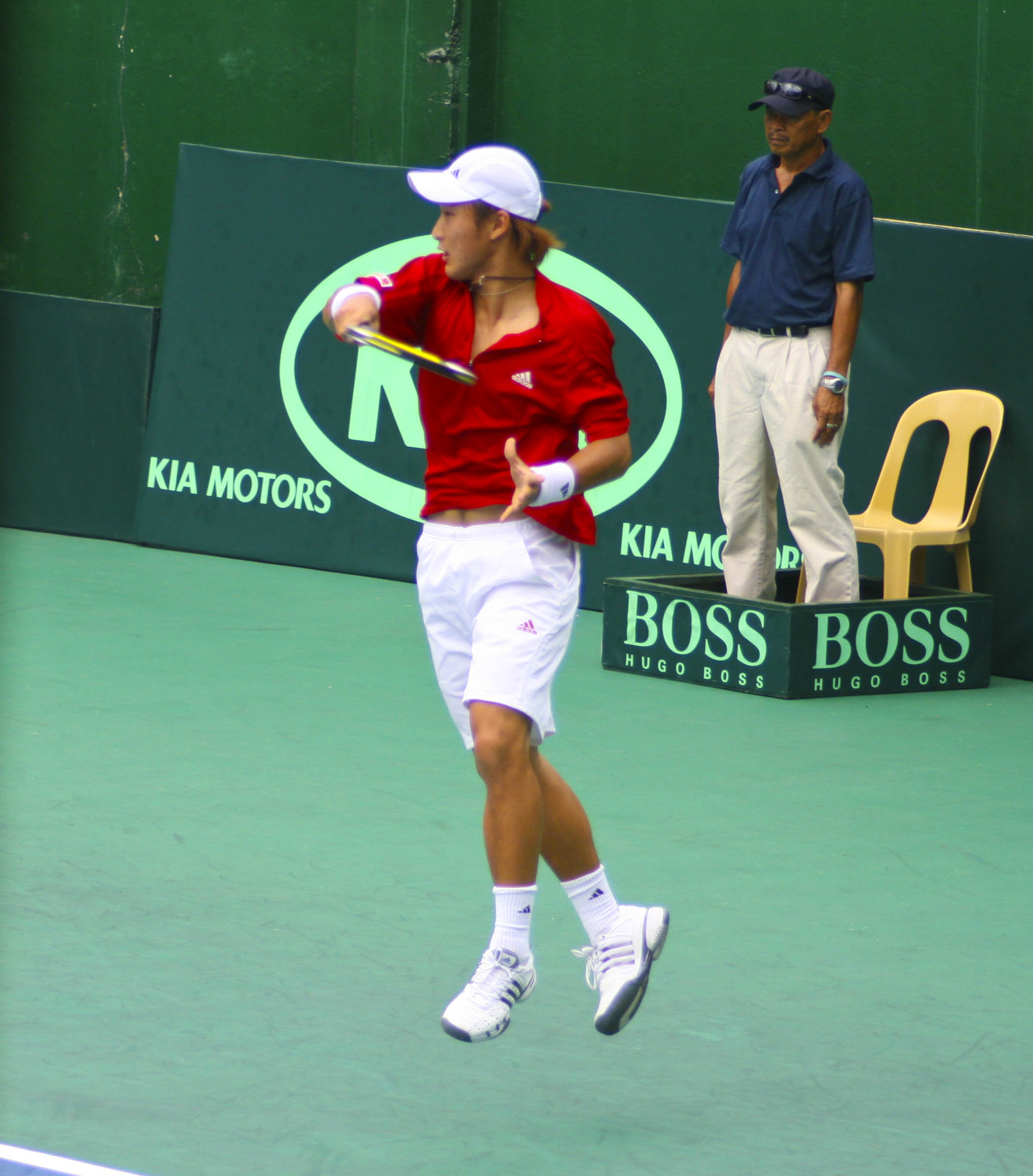
El local Go Soeda, ganador de la edición 2008

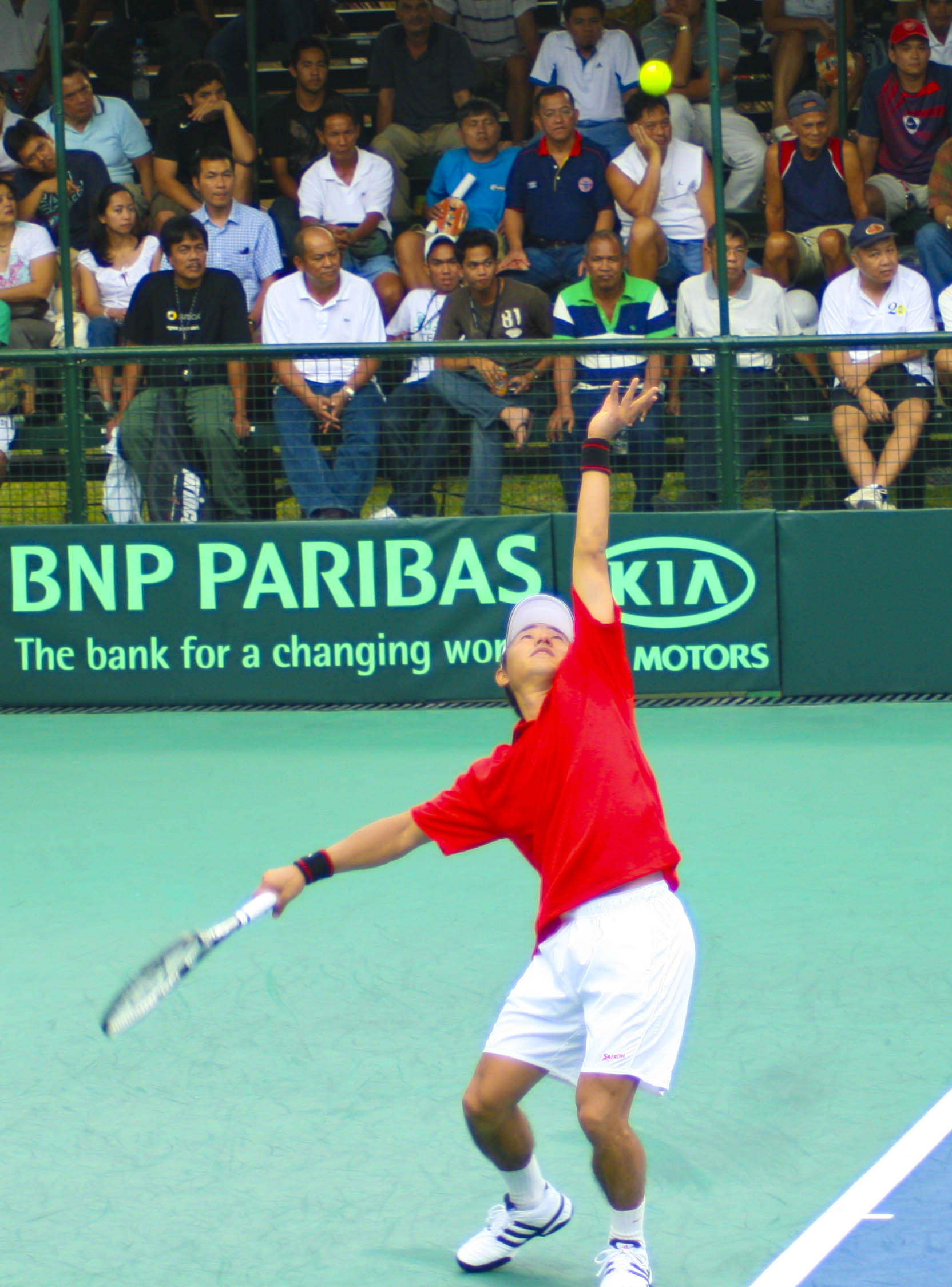
Takao Suzuki, ganador de las ediciones 2002 y 2007, finalista en 2009, y tres veces finalistas en dobles ganando en 1998 y perdiendo en 1997 y 2009

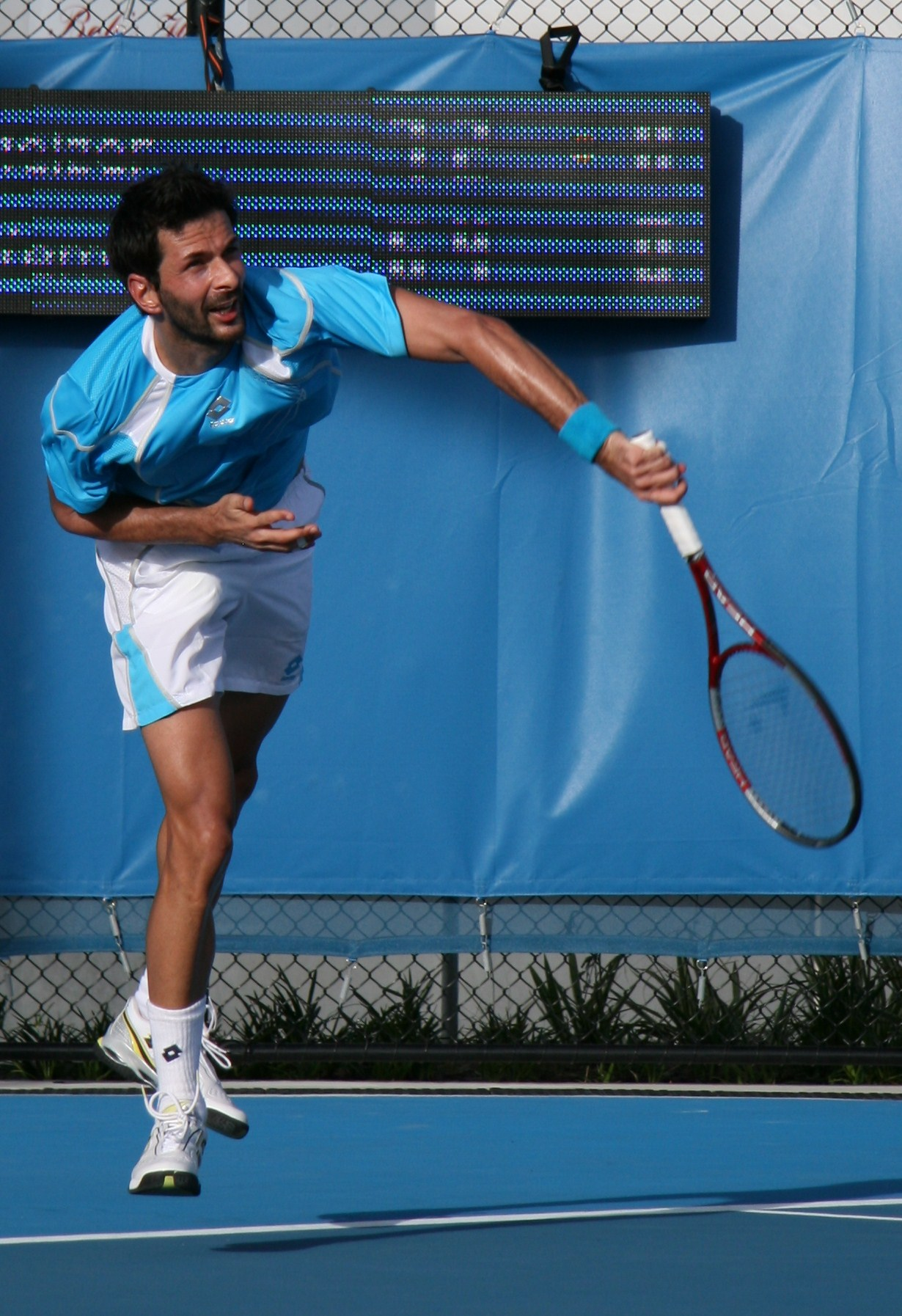
Julian Knowle, al igual que Ullyett y Suzuki, fueron campeones tanto en individuales como en dobles, pero solo él lo hizo en el mismo año, en 1999

El torneo All Japan Indoor Tennis Championships ( 島津全日本室内テニス選手権大会?) es un torneo profesional de tenis. Pertenece al ATP Challenger Series. Se juega desde el año 1997 sobre pistas duras, en Kioto, Japón.

## Palmarés

### Individuales
| Año  | Campeón           | Finalista           | Resultado           |
| ---- | ----------------- | ------------------- | ------------------- |
| 2017 | Yasutaka Uchiyama | Blaz Kavcic         | 6–3, 6–4            |
| 2016 | Yūichi Sugita     | Zhang Ze            | 5–7, 6–3, 6–4       |
| 2015 | Michał Przysiężny | John Millman        | 6–3, 3–6, 6–3       |
| 2014 | Martin Fischer    | Tatsuma Itō         | 3-6, 7-5, 6-4       |
| 2013 | John Millman      | Marco Chiudinelli   | 4-6 6-4 7-62        |
| 2012 | Tatsuma Ito       | Malek Jaziri        | 6–7(5), 6–1, 6–2    |
| 2011 | Dominik Meffert   | Cedrik-Marcel Stebe | 4–6, 6–4, 6–2       |
| 2010 | Yuichi Sugita     | Matthew Ebden       | 4–6, 6–4, 6–1       |
| 2009 | Sergei Bubka      | Takao Suzuki        | 7–6(6), 6–4         |
| 2008 | Go Soeda          | Matthias Bachinger  | 7–6(0), 2–6, 6–4    |
| 2007 | Takao Suzuki      | Dieter Kindlmann    | 2–6, 7–5, 6–1       |
| 2006 | Nicolas Mahut     | Yen-hsun Lu         | 6–4, 6–1            |
| 2005 | Robin Vik         | Pavel Šnobel        | 6–4, 6–4            |
| 2004 | Michal Tabara     | Yen-hsun Lu         | 7–6(5), 4–3 retired |
| 2003 | Michal Tabara     | Noam Behr           | 6–2, 6–2            |
| 2002 | Takao Suzuki      | Mario Ančić         | 6–7(4), 6–2, 6–2    |
| 2001 | John van Lottum   | Michael Kohlmann    | 6–7(3), 6–4, 7–5    |
| 2000 | Kevin Ullyett     | Arvind Parmar       | 6–7(3), 6–4, 6–4    |
| 1999 | Julian Knowle     | Gouichi Motomura    | 6–1, 6–2            |
| 1998 | Michael Kohlmann  | Steve Campbell      | 7–6, 3–6, 6–3       |
| 1997 | Carsten Arriens   | Mahesh Bhupathi     | 3–6, 6–2, 7–6       |

### Dobles
| Año  | Campeones                             | Finalistas                        | Resultado            |
| ---- | ------------------------------------- | --------------------------------- | -------------------- |
| 2017 | Sanchai Ratiwatana Sonchat Ratiwatana | Ruben Bemelmans Joris De Loore    | 4–6, 6–4, 10–7       |
| 2016 | Gong Maoxin Yi Chu-huan               | Go Soeda Yasutaka Uchiyama        | 6–3, 7–67            |
| 2015 | Benjamin Mitchell Jordan Thompson     | Go Soeda Yasutaka Uchiyama        | 6–3, 6–2             |
| 2014 | Purav Raja Divij Sharan               | Sanchai Ratiwatana Michael Venus  | 5-7, 7-63, 10-4      |
| 2013 | Purav Raja Divij Sharan               | Chris Guccione Matt Reid          | 6-4, 7-5             |
| 2012 | Sanchai Ratiwatana Sonchat Ratiwatana | Hsieh Cheng-peng Lee Hsin-han     | 7–6(7), 6–3          |
| 2011 | Dominik Meffert Simon Stadler         | Andre Begemann James Lemke        | 7–5, 2–6, [10–7]     |
| 2010 | Martin Fischer Philipp Oswald         | Divij Sharan Vishnu Vardhan       | 6–1, 6–2             |
| 2009 | Aisam-ul-Haq Qureshi Martin Slanar    | Tatsuma Ito Takao Suzuki          | 6–7(7), 7–6(3), 10–6 |
| 2008 | Dieter Kindlmann Martin Slanar        | Hiroki Kondo Go Soeda             | 6–1, 7–5             |
| 2007 | Sanchai Ratiwatana Sonchat Ratiwatana | Rajeev Ram Bobby Reynolds         | 6–4, 6–3             |
| 2006 | Alun Jones Jonathan Marray            | Prakash Amritraj Rohan Bopanna    | 6–4, 3–6, 14–12      |
| 2005 | Pavel Šnobel Michal Tabara            | Joji Miyao Atsuo Ogawa            | 6–2, 6–7(4), 7–5     |
| 2004 | Rik de Voest Fred Hemmes              | Yen-hsun Lu Jason Marshall        | 6–3, 6–7(8), 6–4     |
| 2003 | Amir Hadad Andy Ram                   | Jan Hájek Yeu-tzuoo Wang          | 3–6, 6–3, 6–1        |
| 2002 | Tuomas Ketola Alexander Waske         | Mario Ančić Lovro Zovko           | 6–4, 6–4             |
| 2001 | Noam Behr Noam Okun                   | Kelly Gullett Brandon Hawk        | 6–3, 7–5             |
| 2000 | Martin Hromec Tom Spinks              | Yaoki Ishii Satoshi Iwabuchi      | 6–4, 7–6(5)          |
| 1999 | Julian Knowle Lorenzo Manta           | Giorgio Galimberti Hyung-taik Lee | 6–1, 6–7, 6–2        |
| 1998 | Takao Suzuki Kevin Ullyett            | Óscar Ortiz Maurice Ruah          | 4–6, 6–1, 6–4        |
| 1997 | Mahesh Bhupathi Wayne Black           | Satoshi Iwabuchi Takao Suzuki     | 6–4, 6–7, 6–1        |